# Rouge (journal)
Pour les articles homonymes, voir Rouge (homonymie).
 (novembre 2019).
Rouge est un titre de presse français paru de 1968 à 2009. Il est le journal de la Ligue communiste (LC), devenue Ligue communiste révolutionnaire (LCR).
Il contient des comptes rendus de « luttes contre l'oppression et l'exploitation », des commentaires sur l'actualité internationale et nationale, des débats sur des questions d'importance pour la gauche et l'extrême gauche. Il ne contenait pas de publicité et dépendait uniquement de l'argent des abonnements et des cotisations de la LCR.

## Historique
Le premier numéro de Rouge sort le 18 septembre 1968, peu après les évènements de Mai 68.
Le journal est quinzomadaire du numéro 1 au numéro 17 (1er mai 1969). Daniel Bensaïd et Henri Weber, tous deux membres du bureau national de la Jeunesse communiste révolutionnaire, reversent à ce journal les droits d'auteur de leur premier livre, Mai 68 : une répétition générale ? (éditions Maspero), l'un des ouvrages écrits l'année même du mouvement par des militants pour contribuer à une partie de son financement.
Rouge devient un hebdomadaire par la suite, en raison de la candidature d'Alain Krivine à l'élection présidentielle de 1969. Henri Weber en devient le directeur de la publication le 25 septembre 1971.
Il devient quotidien, sur huit pages, pendant la campagne présidentielle de 1974, avec l'aide de professionnels comme Hervé Hamon et Jean-Michel Helvig, et la contribution journalière d'une équipe de dessinateurs (Wiaz, Piotr et Pélous)[réf. nécessaire].

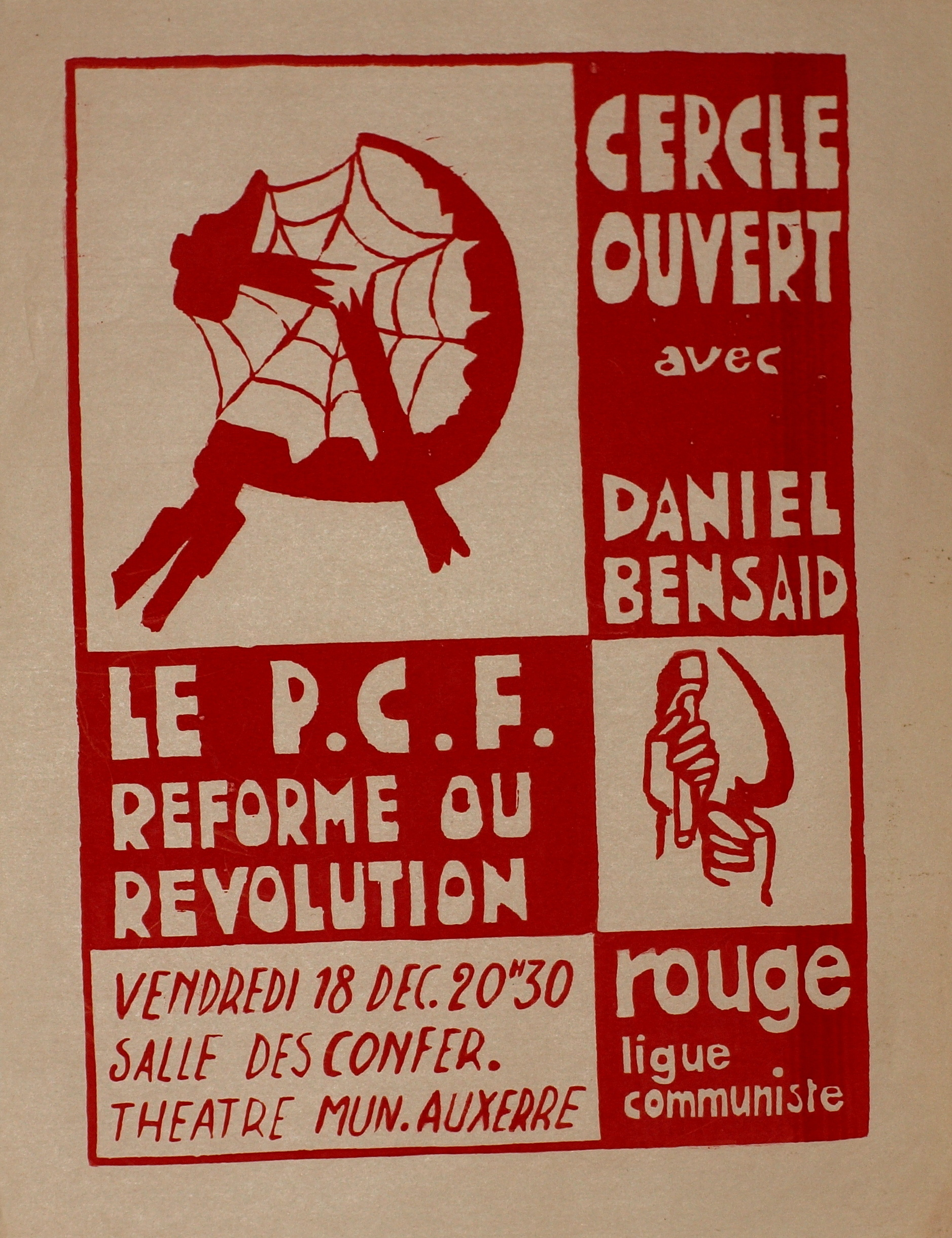
Cercle ouvert sur le Parti communiste français organisé par Rouge avec Daniel Bensaïd.

Quelques mois après cette expérience réussie, la Ligue communiste révolutionnaire décide de monter sa propre imprimerie dans le but de lancer son journal quotidien. Rotographie est ainsi créée fin 1975 et sur sa rotative, Rouge est quotidien du 15 mars 1976 au vendredi 3 février 1979. Mais, devenu une charge financière trop lourde pour cette organisation, Rouge redevient hebdomadaire jusqu'à la dissolution de la LCR, sauf durant les quelques jours du Forum social européen de Paris-Saint-Denis en 2003[réf. nécessaire].
Le 12 février 2009 paraît l'ultime numéro de Rouge (no 2286), arrêté à la suite de la dissolution de la LCR et de la fondation du Nouveau Parti anticapitaliste. Le nouvel hebdomadaire Tout est à nous ! prend sa suite un mois et demi plus tard. Il est renommé L'Anticapitaliste en septembre 2013[réf. souhaitée].

### Filmographie
- Olivier Besancenot, Rouge, la couleur qui annonce le journal (2025, 1h25).